# سولفاکلرپیریدازین
سولفاکلرپیریدازین (انگلیسی: Sulfachlorpyridazine) یک داروی آنتی بیوتیک سولفونامیدی است که در پرورش پرندگان استفاده می‌رود.